# Korkodon
La Korkodon (en russe Коркодон) est une rivière longue de 476 km, affluent droit de la Kolyma, qui coule dans le nord-est de la Sibérie orientale en Russie d'Asie.

## Géographie
Son cours est situé dans l'oblast de Magadan. Elle prend sa source dans les monts de la Kolyma.
Son bassin a une superficie de 42 800 km2. Le débit moyen est de 50,4 m3/s à Kolzevaïa à 306 km de son confluent avec la Kolyma avec un minimum proche de 0 m3/s en mars/avril et un maximum de 206 m3/s en juin. La Korkodon est gelée d'octobre à fin mai. Elle est utilisable pour le flottage du bois.
Son principal affluent est la Bouloun.